# تاكاو ناكانو
تاكاو ناكانو (باليابانية: 中野貴雄) هو كاتب سيناريو ومخرج وممثل ياباني، ولد في 15 مايو 1962 في اليابان.

## وصلات خارجية
- تاكاو ناكانو على موقع IMDb (الإنجليزية)
- تاكاو ناكانو على موقع ألو سيني (الفرنسية)
- تاكاو ناكانو على موقع أول موفي (الإنجليزية)
- تاكاو ناكانو على موقع قاعدة بيانات الفيلم (الإنجليزية)
- تاكاو ناكانو على موقع كينوبويسك (الروسية)
- تاكاو ناكانو على موقع كينوبويسك (الروسية)